# Patriarcato di Lisbona

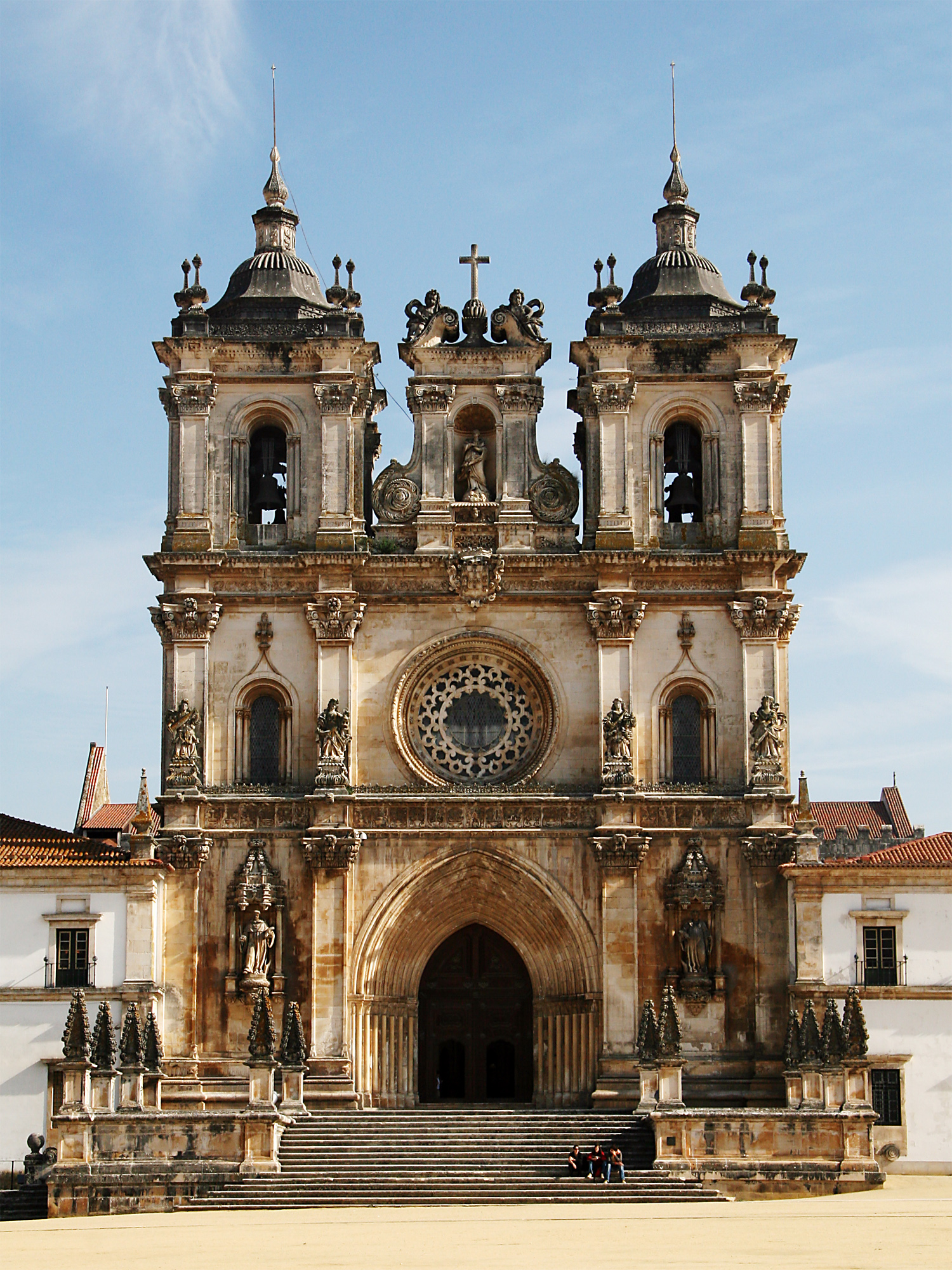
Il monastero di Alcobaça, il primo edificio gotico del Portogallo, patrimonio dell'umanità.

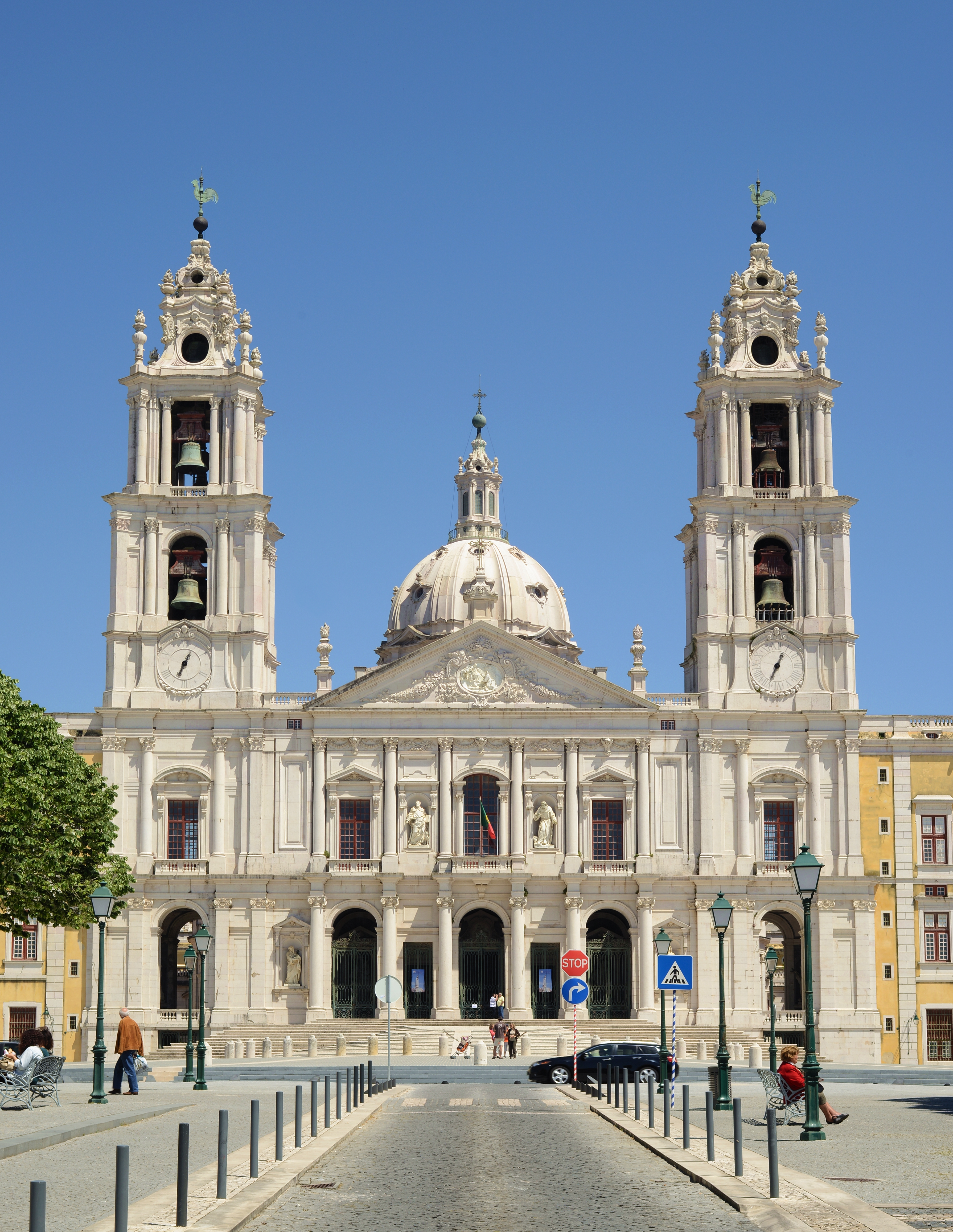
La basilica di Nostra Signora e di Sant'Antonio di Mafra, del XVIII secolo.

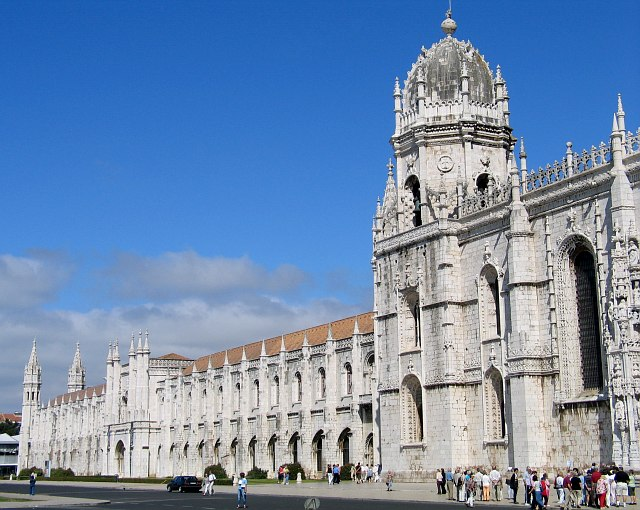
Il monastero dos Jerónimos nel quartiere Belém di Lisbona, costruito nel XVI secolo, patrimonio dell'umanità.

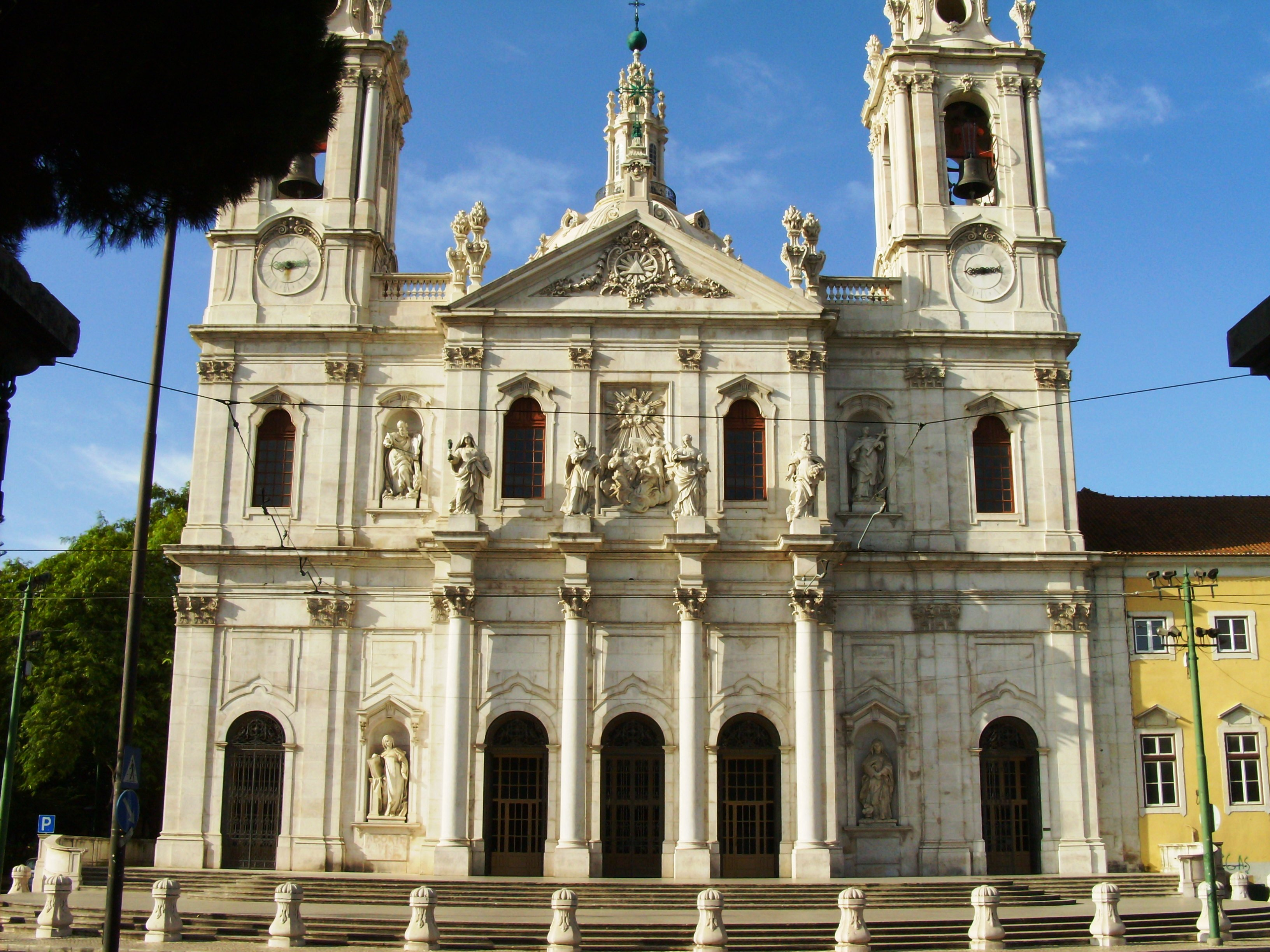
La Basilica da Estrela, conosciuta anche come Basilica reale e convento del Sacratissimo Cuore di Gesù.

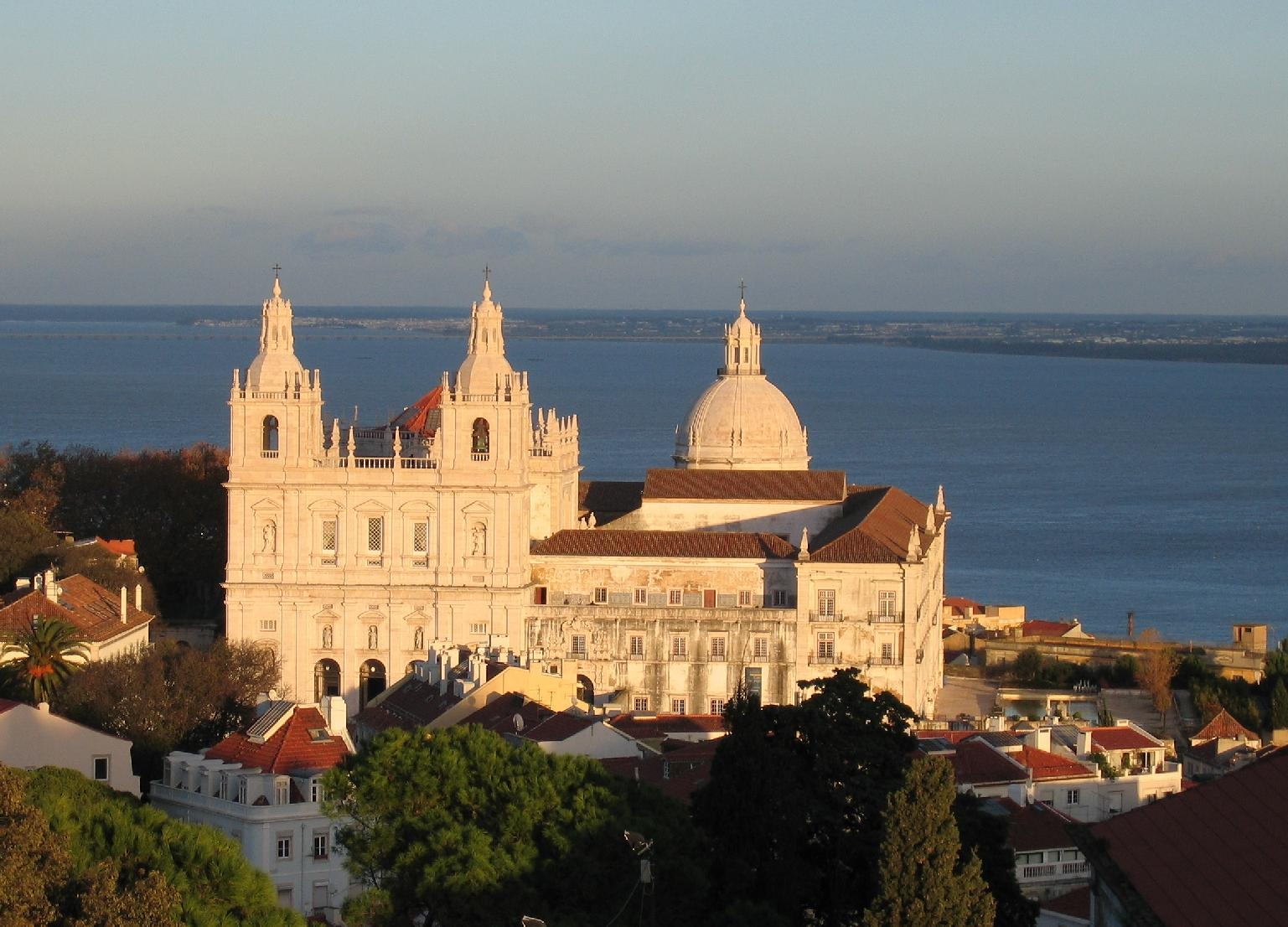
La chiesa e il monastero di São Vicente de Fora, sede della curia patriarcale dal 1998.

Il patriarcato di Lisbona (in latino Patriarchatus Lisbonensis o Ulixbonensis) è una sede metropolitana della Chiesa cattolica in Portogallo. Nel 2022 contava 1.462.050 battezzati su 1.617.390 abitanti. È retta dal patriarca Rui Manuel Sousa Valério, S.M.M.

## Territorio
Il patriarcato comprende le subregioni portoghesi della Grande Lisbona e dell'Ovest.
Sede patriarcale è la città di Lisbona, dove si trova la cattedrale di Santa Maria Maggiore. Nella capitale portoghese si trovano anche tre basiliche minori: Nostra Signora dei Martiri, Nostra Signora e Sant'Antonio e Sacratissimo Cuore di Gesù di Estrela (Basilica da Estrela). Nel territorio sorgono inoltre due monumenti ecclesiastici riconosciuti come patrimonio dell'umanità: il monastero di Alcobaça e il monastero dos Jerónimos.
Dal 1998 la curia patriarcale ha sede nel monastero di São Vicente de Fora.

### Vicariati
Il territorio si estende su 3.735 km² ed è suddiviso in 285 parrocchie, dal 2011 raggruppate in 17 vicariati e 3 zone pastorali:
- zona Lisbona città: vicariati di Lisbona centro, Lisbona orientale, Lisbona occidentale, Lisbona nord;
- zona Termo: vicariati di Alenquer, Amadora, Cascais, Loures-Odivelas, Oeiras, Sacavém, Sintra, Vila Franca de Xira-Azambuja;
- zona Ovest: vicariati di Alcobaça-Nazaré, Caldas da Rainha-Peniche, Lourinhã, Mafra, Torres Vedras.

### Provincia ecclesiastica
La provincia ecclesiastica di Lisbona comprende le seguenti suffraganee:
- diocesi di Angra;
- diocesi di Funchal;
- diocesi di Guarda;
- diocesi di Leiria-Fátima;
- diocesi di Portalegre-Castelo Branco;
- diocesi di Santarém;
- diocesi di Setúbal.

## Storia

### Origini
La diocesi di Lisbona (anticamente Olisipo) fu eretta nel IV secolo. Il suo primo vescovo documentato è Potamio, che aveva aderito all'arianesimo e come tale partecipò al terzo concilio di Sirmio nel 357, ma che successivamente ritornò all'ortodossia, come dimostra una sua lettera scritta a sant'Atanasio di Alessandria probabilmente dopo il concilio di Rimini del 359. Non sono più noti vescovi di Lisbona per i successivi due secoli, benché alcuni autori abbiano inserito arbitrariamente nella cronotassi dei nomi leggendari; il secondo vescovo storicamente documentato è Paulo, che prese parte, in epoca visigota, al terzo concilio di Toledo del 589. Grazie alle sottoscrizioni dei concili nazionali, si può ricostruire una cronotassi dei vescovi di Lisbona fino al termine del VII secolo. In questo periodo la diocesi era suffraganea dell'arcidiocesi di Augusta Emerita.
In seguito all'invasione musulmana, la diocesi di Lisbona rimase vacante a partire dal 716; l'antica cattedrale visigotica fu ridotta a moschea ed il santuario dei martiri Verissimo, Massima e Giulia, molto venerati a Lisbona, fu rasa al suolo. Benché una comunità cristiana sia sopravvissuta durante l'occupazione mussulmana, nessuno dei vescovi è stato tramandato dalle fonti storiche.
Dopo la riconquista cristiana, la diocesi fu ristabilita nel 1147 come suffraganea dell'arcidiocesi di Santiago di Compostela. Il primo vescovo della restaurata sede fu Gilberto di Hastings, un inglese arrivato a Lisbona al seguito delle truppe di liberazione, documentato per la prima volta nel dicembre 1149. A lui si deve la costruzione della cattedrale a partire dal 1150, sul terreno di una vecchia moschea.

### Elevazione ad arcidiocesi
Il 10 novembre 1394 la diocesi fu elevata al rango di arcidiocesi metropolitana con la bolla In eminentissimae dignitatis di papa Bonifacio IX. Il papa assegnava alla nuova sede metropolitana, come suffraganee, le diocesi di Évora, Guarda, Lamego e Silves; a queste si aggiunsero, nel secolo seguente, alcune diocesi ultramarine, tra cui quelle di Angra e di Funchal.

### Elevazione a patriarcato
Il 7 novembre 1716 l'arcidiocesi fu divisa nelle due arcidiocesi di Lisbona Orientale e Lisbona Occidentale e quest'ultima fu elevata a patriarcato per effetto la bolla In Supremo Apostolatus Solio di papa Clemente XI, nota come "bolla d'oro", perché il sigillo fu apposto su un disco d'oro anziché di piombo. Propriamente il Patriarcato di Lisbona sorse non dall'arcidiocesi già esistente, ma dall'elevazione al rango di patriarca del Cappellano maggiore del Regno del Portogallo, che già aveva giurisdizione episcopale ordinaria su alcune parrocchie. Il titolo patriarcale fu richiesto anche per equiparare il cappellano del re portoghese al cappellano maggiore del Re di Spagna, che all'epoca era titolare del patriarcato delle Indie Occidentali. Tuttavia il titolo patriarcale è soltanto nominale e il patriarca di Lisbona non ha diritti maggiori rispetto agli altri metropoliti, anche se ottenne la precedenza sugli arcivescovi di Braga (primati del Portogallo). La cappella regia fu elevata a cattedrale patriarcale con il titolo di Nostra Signora Assunta (Nossa Senhora da Assunção) e il suo capitolo "reale e patriarcale" ebbe la precedenza per il suo rango su quello della vecchia cattedrale, esistente da secoli, fino all'unione dei due nel 1844. L'arcidiocesi di Lisbona Orientale aveva come suffraganee Guarda, Portalegre, Santiago di Capo Verde, São Tomé e Príncipe e di São Salvador in Congo (oggi arcidiocesi di Luanda). La sede patriarcale di Lisbona occidentale aveva invece come suffraganee Leiria, Lamego, Funchal e Angra.
Il 17 dicembre 1737 papa Clemente XII con la bolla Inter praecipuas concesse ai patriarchi di Lisbona Occidentale il privilegio di essere creati cardinali nel primo concistoro dopo la loro elezione. Il privilegio fu sempre osservato da tutti i papi successivi, papa Francesco è stato il primo papa a non rispettarlo.
Il patriarca di Lisbona utilizzava, come il papa, sia la sedia gestatoria, sia il fanone, oltre che la falda di colore rosso, i flabelli e il baldacchino nelle processioni, inoltre utilizzava una mitra decorata con tre corone ricamate, come la tiara del papa. Queste concessioni furono elargite da papa Clemente XII nel 1738, tranne l'utilizzo della tiara, che probabilmente divenne di uso senza una formale concessione.
Il 13 dicembre 1740 le due arcidiocesi furono riunificate con la bolla Salvatoris nostri Mater di papa Benedetto XIV. L'arcidiocesi di Lisbona Orientale era rimasta vacante dalla data di istituzione del patriarcato.
Il 30 settembre 1881 con la bolla Gravissimum Christi di papa Leone XIII la diocesi di Leiria (oggi diocesi di Leiria-Fátima) fu soppressa e parte del suo territorio fu incorporata nel patriarcato di Lisbona, che contava allora 344 parrocchie con 733.337 fedeli. La situazione si protrasse fino al ristabilimento della diocesi, il 17 gennaio 1918 quando il territorio fu interamente restituito, ad eccezione della parrocchia di Formigais, ceduta il 25 marzo 1957.
Il 16 luglio 1975 il patriarcato cedette porzioni del suo territorio a vantaggio dell'erezione delle diocesi di Santarém e di Setúbal.

## Cronotassi dei vescovi
Si omettono i periodi di sede vacante non superiori ai 2 anni o non storicamente accertati.
- Potamio † (prima del 357 - dopo il 359)
- Paulo † (menzionato nel 589)
- Goma (o Gomarelo) † (prima del 610 - dopo il 614)
- Viarico (Ubalico o Dialico) † (prima del 633 - dopo il 638)
- Nefrígio (Nefredo o Neofrídio) † (menzionato nel 646)
- Cesário † (menzionato nel 656)
- Teodorico † (menzionato nel 666)
- Ara † (menzionato nel 683)
- Landerico † (prima del 688 - dopo il 693)
- Ildefonso ? † (VII secolo)
  - Sede vacante
- Gilberto di Hastings † (dopo aprile 1148 - 27 aprile 1164 deceduto)
- Álvaro † (prima di ottobre 1164[13] - 11 settembre 1184 deceduto)
- Soeiro Anes † (1185 - 28 settembre 1209 o 1210 deceduto)
- Soeiro Viegas † (1210 - 9 gennaio 1232 deceduto)
  - Vicente † (1232 - 1232 dimesso) (vescovo eletto)
  - Paio Pais † (circa 1232 - 19 aprile 1233 deceduto) (vescovo eletto)
  - João Falberto † (1233 - 1233 deposto) (vescovo eletto)
  - Estêvão Gomes † (1234 - 1237) (vescovo eletto)
- João † (20 dicembre 1239 - 1241 deceduto)
  - Ricardo Guilherme † (1241 - 1241) (vescovo eletto)
- Airas Vasques † (1º marzo 1244 - 6 ottobre 1258 deceduto)
- Mateus † (1259 o 1261 - 19 settembre 1282 deceduto)
- Estêvão Anes de Vasconcelos † (31 maggio 1286 - 1289 ritirato)
- Domingos Anes Jardo † (7 ottobre 1289 - 16 dicembre 1293 deceduto)
- João Martins de Soalhães † (18 gennaio 1294 - 8 ottobre 1313 nominato arcivescovo di Braga)
- Estêvão, O.F.M. † (8 ottobre 1313 - 21 agosto 1322 nominato vescovo di Cuenca)
- Gonçalo Pereira † (6 settembre 1322 - 27 febbraio 1326 nominato arcivescovo di Braga)
- João Afonso de Brito † (27 febbraio 1326 - 25 luglio 1342 deceduto)
- Vasco Martins † (25 settembre 1342 - 5 luglio 1344 deceduto)
- Étienne de la Garde † (22 dicembre 1344 - 17 marzo 1348 nominato vescovo di Saintes)
- Thibaud de Castillon † (17 marzo 1348 - 28 maggio 1356 deceduto)
- Renaud de Maubernard † (20 giugno 1356 - 25 agosto 1358 nominato vescovo di Autun)
- Lourenço Rodrigues † (25 agosto 1358 - 19 giugno 1364 deceduto)
- Pedro Gómez Barroso † (23 luglio 1364 - 4 giugno 1369 nominato arcivescovo di Siviglia)
- Fernando Álvares † (4 giugno 1369 - 1371 deceduto)
- Vasco de Menezes † (16 giugno 1371 - 11 agosto 1371 nominato arcivescovo di Braga)
- Agapito Colonna † (11 agosto 1371 - 3 o 11 ottobre 1380 deceduto)
  - Martinho de Zamora † (7 febbraio 1379 - 6 dicembre 1383 deceduto) (antivescovo[14])
- Jean d'Agoult † (1380 - 1381)
- João Guterres † (1381 - 1382)
- João Anes † (circa 1383 - 3 maggio 1402 deceduto)
- João Afonso Esteves da Azambuja † (29 maggio 1402 - 23 gennaio 1415 deceduto)
- Diogo Álvares de Brito † (25 febbraio 1415 - 1422 o 1423 deceduto)
- Pedro de Noronha † (10 marzo 1423 - 12 agosto 1452 deceduto)
- Luís Coutinho † (15 novembre 1452 - prima del 30 aprile 1453 deceduto)
- Jaime de Portugal † (30 aprile 1453 - 27 agosto 1459 deceduto)
- Afonso Nogueira, C.R.S.J.E. † (24 dicembre 1459 - ottobre 1464 deceduto)
- Jorge da Costa, O.Cist. † (26 novembre 1464 - 28 giugno 1500 dimesso)
- Martinho da Costa † (28 giugno 1500 - 28 novembre 1521 deceduto)
- Afonso de Portugal II † (20 febbraio 1523 - 21 aprile 1540 deceduto)
- Fernando de Menezes Coutinho e Vasconcelos † (24 settembre 1540 - 7 gennaio 1564 deceduto)
- Enrico di Portogallo † (21 giugno 1564 - 14 novembre 1569 dimesso)
- Jorge de Almeida † (14 novembre 1570 - 20 marzo 1585 deceduto)
- Miguel de Castro † (26 febbraio 1586 - 1º luglio 1625 deceduto)
- Afonso Furtado de Mendonça † (2 dicembre 1626 - 2 giugno 1630 deceduto)
- João Manuel † (24 novembre 1632 - 4 luglio 1633 deceduto)
- Rodrigo da Cunha † (3 dicembre 1635 - 3 gennaio 1643 deceduto)
  - Sede vacante (1643-1670)
- António de Mendonça † (15 dicembre 1670 - 16 febbraio 1675 deceduto)
- Luiz de Sousa † (2 dicembre 1675 - 3 gennaio 1702 deceduto)
- João de Sousa † (1º ottobre 1703 - 28 settembre 1710 deceduto)
  - Sede vacante (1710-1716)
- Tomás de Almeida † (7 dicembre 1716 - 27 febbraio 1754 deceduto)
- José Manuel da Cámara d'Atalaia † (20 maggio 1754 - 9 luglio 1758 deceduto)
- Francisco de Saldanha da Gama † (28 maggio 1759 - 1º novembre 1776 deceduto)
  - Sede vacante (1776-1779)
- Fernando de Sousa e Silva † (1º marzo 1779 - 11 aprile 1786 deceduto)
- José Francisco Miguel António de Mendonça † (10 marzo 1788 - 11 febbraio 1818 deceduto)
- Carlos da Cunha e Menezes † (23 agosto 1819 - 14 dicembre 1825 deceduto)
- Patrício da Silva, O.S.A. † (13 marzo 1826 - 3 gennaio 1840 deceduto)
  - Sede vacante (1840-1843)
- Francisco de São Luiz (Manoel Justiniano) Saraiva, O.S.B. † (3 aprile 1843 - 7 maggio 1845 deceduto)
- Guilherme Henriques de Carvalho † (24 novembre 1845 - 15 novembre 1857 deceduto)
- Manuel Bento Rodrigues da Silva, C.R.S.J.E. † (18 marzo 1858 - 26 settembre 1869 deceduto)
- Inácio do Nascimento Morais Cardoso † (25 aprile 1871 - 23 febbraio 1883 deceduto)
- José Sebastião d'Almeida Neto, O.F.M. † (9 agosto 1883 - 7 novembre 1907 dimesso)
- António Mendes Bello † (19 dicembre 1907 - 5 agosto 1929 deceduto)
- Manuel Gonçalves Cerejeira † (18 novembre 1929 - 10 maggio 1971 ritirato)
- António Ribeiro † (10 maggio 1971 - 24 marzo 1998 deceduto)
- José da Cruz Policarpo † (24 marzo 1998 succeduto - 18 maggio 2013 ritirato)
- Manuel José Macário do Nascimento Clemente (18 maggio 2013 - 10 agosto 2023 ritirato)
- Rui Manuel Sousa Valério, S.M.M., dal 10 agosto 2023

## Statistiche
Il patriarcato nel 2022 su una popolazione di 1.617.390 persone contava 1.462.050 battezzati, corrispondenti al 90,4% del totale.
| anno | popolazione | popolazione | popolazione | presbiteri | presbiteri | presbiteri | presbiteri                | diaconi | religiosi | religiosi | parrocchie |
| anno | battezzati  | totale      | %           | numero     | secolari   | regolari   | battezzati per presbitero | diaconi | uomini    | donne     | parrocchie |
| ---- | ----------- | ----------- | ----------- | ---------- | ---------- | ---------- | ------------------------- | ------- | --------- | --------- | ---------- |
| 1950 | 1.297.000   | 1.621.400   | 80,0        | 440        | 348        | 92         | 2.947                     |         | 369       | 1.059     | 324        |
| 1970 | 2.100.000   | 2.349.992   | 89,4        | 750        | 485        | 265        | 2.800                     |         | 651       | 2.949     | 358        |
| 1980 | 1.950.000   | 2.150.000   | 90,7        | 708        | 371        | 337        | 2.754                     | 1       | 591       | 1.471     | 238        |
| 1990 | 1.935.500   | 2.227.100   | 86,9        | 675        | 366        | 309        | 2.867                     | 21      | 572       | 1.551     | 274        |
| 1999 | 1.894.315   | 2.205.077   | 85,9        | 620        | 322        | 298        | 3.055                     | 25      | 518       | 1.338     | 284        |
| 2000 | 1.894.315   | 2.205.077   | 85,9        | 607        | 319        | 288        | 3.120                     | 31      | 481       | 1.350     | 280        |
| 2001 | 1.894.315   | 2.205.077   | 85,9        | 600        | 309        | 291        | 3.157                     | 30      | 485       | 1.303     | 280        |
| 2002 | 1.927.875   | 2.267.397   | 85,0        | 594        | 307        | 287        | 3.245                     | 32      | 463       | 1.269     | 281        |
| 2003 | 1.927.875   | 2.267.397   | 85,0        | 622        | 326        | 296        | 3.099                     | 38      | 456       | 1.262     | 282        |
| 2004 | 1.966.782   | 2.313.861   | 85,0        | 596        | 325        | 271        | 3.299                     | 39      | 430       | 1.321     | 285        |
| 2011 | 1.869.000   | 2.235.000   | 83,6        | 604        | 330        | 274        | 3.094                     | 79      | 413       | 1.094     | 288        |
| 2012 | 1.870.000   | 2.236.000   | 83,6        | 566        | 315        | 251        | 3.303                     | 84      | 387       | 1.092     | 284        |
| 2015 | 1.648.885   | 1.924.650   | 85,7        | 543        | 291        | 252        | 3.036                     | 84      | 401       | 1.104     | 285        |
| 2016 | 1.628.838   | 1.886.157   | 86,4        | 537        | 291        | 246        | 3.033                     | 85      | 393       | 1.095     | 285        |
| 2018 | 1.557.000   | 1.774.700   | 87,7        | 545        | 290        | 255        | 2.856                     | 87      | 389       | 1.108     | 285        |
| 2020 | 1.496.130   | 1.678.950   | 89,1        | 541        | 292        | 249        | 2.765                     | 90      | 371       | 1.091     | 285        |
| 2022 | 1.462.050   | 1.617.390   | 90,4        | 531        | 281        | 250        | 2.753                     | 95      | 368       | 1.090     | 285        |